# معاصر رومانية (سيدي عابد)
المعاصر الرومانية بسيدي عابد هو معلم أثري تونسي مصنف من قبل المعهد الوطني للتراث يقع في ولاية القصرين في الجنوب الغربي التونسي، تحديدا في مدينة سيدي عابد تقع على بعد 6 كم جنوب محطة القصرين تم تصنيف المعلم في يوم 16 نوفبر 1928.